# HTML entita
HTML entita je součást standardu HTML. Slouží k reprezentaci znaku nezávisle na kódování HTML dokumentu, ve kterém se nachází. Většinou se používá pro zápis speciálních znaků, které mají v HTML konkrétní vliv na značkování (například: „<“, „>“, „&“, …). Jedná se vlastně o formu escapování.

## Nejčastější entity
| Znak | Entita | Zkratka z…   |
| ---- | ------ | ------------ |
| >    | &gt;   | greater than |
| <    | &lt;   | less than    |
| &    | &amp;  | ampersand    |
| "    | &quot; | quote        |

## Tvorba
- názvem – omezená množina znaků, pro které je definován „zástupný“ název (identifikátor). Převod názvových entit lze uskutečnit pouze s použitím převodní tabulky (například: € = &euro; = x20ac). Formát zápisu je „&___;“. Kde „___“ je „zástupný“ název znaku (například „euro“).
- číslem – zápis, ve kterém se používá Unicode hodnota znaku v desítkové nebo šestnáctkové soustavě (například: € = &#8364; nebo &#x20ac;). Tímto způsobem lze zapsat libovolný znak včetně těch, které lze zapsat pomocí názvových entit. Formát zápisu je „&#___;“. Kde „___“ je desítková Unicode hodnota znaku (například „8364“, celkově &#8364;), nebo šestnáctková Unicode hodnota znaku, které předchází znak „x“ (například „x20ac“, celkově &#x20ac;).

### Zalomení v tooltipu
Například webové prohlížeče, browsery, umožňují zobrazování tzv. tooltipů, tedy rámečků s textem, objevivších se po nadjetí myší na aktivní prvek. Typicky jde o odkaz, tooltip ovšem jde nastavit kterémukoli tagu pomocí atributu title. Pro autory stránek pak má význam řídit tok textu tooltipu, zejména je-li delší, aby nebyl v jediném dlouhém řádku, nýbrž aby byl pro lepší čitelnost zalámán:
- Na zalomení textu tooltipu (výchozí příklad) ale nepomůže prosté odentrování textové hodnoty v atributu title,
- je potřeba použít entitu &#10; (hotový příklad), tedy reprezentaci konkrétního znaku, tzv. line feed, netisknutelného řídícího znaku.

Konkrétně v příkladu zde je použito title="text&#10;zalomit".